# Miguel González Casquel
Miguel González Casquel fue un guionista de cómic y novelista español (Albacete, 1926 - Madrid, 1990)

## Biografía
Miguel González Casquel comenzó su carrera continuando cuadernos de aventuras tan populares como Aventuras del FBI y Jeque Blanco de M. Rollán.
Publicó también historietas en otros países a través de agencias como Histograf e Ibergraf y para la revista "Chicos". Con Antonio Guerrero creó el cuaderno Rock Vanguard (1958).
Desde finales de los años setenta, con la industria del cómic en crisis, se dedicó sobre todo a la literatura, aunque también produjo algunas historietas pornográficas.

## Obra
| Años | Título              | Dibujante                               | Tipo           | Publicación      |
| ---- | ------------------- | --------------------------------------- | -------------- | ---------------- |
| 1951 | Aventuras del FBI   | VV. AA.                                 | Serial         | M. Rollán        |
| 1951 | Jeque Blanco        | José Laffond, Armando                   | Serial         | M. Rollán        |
| 1955 | Mendoza Colt        | Martín Salvador, Armando, Jesús Herrero | Serial         | M. Rollán        |
| 1958 | Rock Vanguard       | Antonio Guerrero                        | Serial         | M. Rollán        |
| 1976 | El galo Cipóterix   | Joan Nebot                              | Autoconclusiva | "Muerde" núm. 7  |
| 1976 | Diana y el centauro | Joan Nebot                              | Autoconclusiva | "Muerde" núm. 12 |